# Myolepta similis
Myolepta similis är en tvåvingeart som beskrevs av Thompson 1974. Myolepta similis ingår i släktet parkblomflugor, och familjen blomflugor.
Artens utbredningsområde är Uganda. Inga underarter finns listade i Catalogue of Life.